# Эмилия (имя)
Эми́лия (устар. Еми́лия) — женское имя древнеримского происхождения.
Мужская форма — Эми́ль, Эми́лий (устар. Еми́лий, Еми́лиан).
Родственные имена: Ирма, Эмми, Эмма и пр.

## Происхождение
Имя Эмилия происходит от древнеримского родового имени Aemilius, которое, в свою очередь, происходит от латинского слова aemulus в значении «соперник» или «ревностный, усердный». Также предполагается связь с греческим словом αἱμύλιος, что означает «вкрадчиво-ласковый, лукавый».

## Именины
Даты даны по григорианскому календарю
- Православные: 14 января[6][7], и 21 мая[8].
- Католические[7][9]: 17 июня, 24 августа, 23 сентября.

## Святые
- Эмилия Кесарийская, память 14 января и 21 мая.